# トマス・ヘイワード
トマス・ヘイワード（Thomas Hayward、1767年 -1798年?）はイギリス海軍の海尉艦長。士官候補生時代に、反乱を起こした軍艦「バウンティ」に乗組んでいた。

## 経歴
ヘイワードの一番上の姉アンは、「バウンティ」の艦長ウィリアム・ブライと結婚したベッツィ・ベサムの親友であり、ヘイワードはその伝てでなんとか軍艦「バウンティ」の上級士官候補生のポジションを得ることができた。「バウンティ」での彼の勤務には目立ったところはなかったが、ブライには忠実であり続け、彼を嫌うフレッチャー・クリスチャンとは対立していた。ヘイワードは非反乱者が乗せられたボートにおいて、ブライ自身に次ぐナンバー2であった。
ブライと共にイギリスに戻ると、ヘイワードはエドワード・エドワーズ艦長が指揮する軍艦「パンドラ」の3等海尉として、「バウンティ」捜索に出発した。「パンドラ」は首尾よく反乱者の数名を発見し、ヘイワードもよく貢献したが、不幸なことに「パンドラ」は難破し、ヘイワードは再び屋根のないボートで漂流する羽目になった。彼は「パンドラ」の他の生き残りと共にイギリスに帰還した。